# Univerzitní kampus Bohunice
Univerzitní kampus Masarykovy univerzity v Brně-Bohunicích (zkr. UKB) je rozlehlý moderní komplex budov zbudovaný pro výukovou a vědecko-výzkumnou práci studentů a pracovníků lékařské fakulty, přírodovědecké fakulty a fakulty sportovních studií Masarykovy univerzity. Součástí kampusu se taktéž stal Středoevropský technologický institut CEITEC a Centrum pro výzkum toxických látek v prostředí RECETOX. Dále v kampusu sídlí Institut biostatistiky a analýz a Centrum jazykového vzdělávání. Univerzitní kampus těsně sousedí s bohunickým areálem Fakultní nemocnice Brno, budovou Moravského zemského archivu a obchodním centrem Campus Square.
UKB je největší stavební projekt v oblasti vysokého školství ve střední Evropě. Na ploše 42 hektarů postupně vyrostlo moderní vzdělávací a výzkumně-vývojové centrum pro pět tisíc studentů a přibližně tisíc zaměstnanců. Za jeho návrhem stojí brněnská architektonická kancelář A PLUS.

## Historie

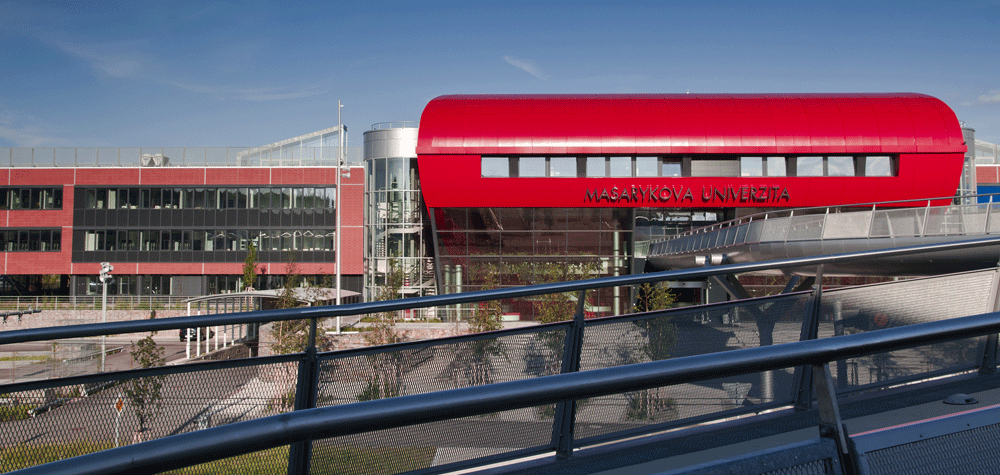
Hlavní budova a vstup do kampusu

Po zřízení Masarykovy univerzity v roce 1919 byly zvažovány pro stavbu kampusu lokality Žlutý kopec a Kraví hora. V roce 1921 byla vypsána veřejná soutěž pro zastavovací plán Žlutého kopce, nicméně porota o rok později nedoporučila uvažované zastavění pro náročnost realizace a celkovou nedostupnost lokality. Zájem se následně přesunul ke svahu Kraví hory a v roce 1923 byla vypsána soutěž na zastavovací plán tzv. Akademické čtvrti v ose ulice Veveří, jejímž cílem bylo prokázat existenci dostatečného prostoru pro výstavbu kampusu společně se zbytkem České technické univerzity. Soutěž proběhla v roce 1925 a nebyla při ní udělena první cena, pouze druhá, jejíž obdržitel byl pověřen vypracováním plánů současné budovy Právnické fakulty. 
Výstavba byla rozdělena na dvě etapy, přičemž samotné zahájení bylo komplikováno jednáním s vlastníky pozemků. Základní stavební kámen byl položen v roce 1928 za účasti T. G. Masaryka. V roce 1933 byla stavba první budovy dokončena. Ve stejném roce, během další soutěže, člen poroty zpochybnil vhodnost vybraného místa a zároveň navrhl nové místo v oblasti Králova Pole a Žabovřesk. Kvůli světové hospodářské krizi a zmíněným zpochybněním byla stavba odložena.
V roce 1945 byla dohodnuta výstavba klinické zemské nemocnice v Brně-Bohunicích. Toto rozhodnutí mělo zásadní dopad na následnou představu o umístění kampusu, přestože stavba FN Bohunice byla zahájena po odkladech až v roce 1969. Perspektivní plán rozvoje univerzity předpokládal, že stavba univerzitního kampusu proběhne současně se stavbou nemocnice. Avšak teprve v roce 1975 proběhla urbanisticko-architektonická soutěž pro výstavbu areálu a vítězný kolektiv byl pověřen rozborem souboru staveb a vypracováním plánu první budovy, přičemž stavba nikdy nebyla realizována.
V období 1990–1992, po proběhnuvších změnách ve společnosti, byl původní plán výstavby ze 70 ha redukován na polovinu a byly zahájeny nové rozhovory o stavbě prostor pro Lékařskou a přírodovědeckou fakultu s výhledem zahájení stavby v roce 2000. Konečné zadání bylo rozšířeno o sportoviště a budovy Fakulty sportovních studií. V roce 1998 bylo 20 ha areálu, k nimž měla právo užívání Fakultní nemocnice Bohunice, bezplatně převedeno do vlastnictví Masarykovy univerzity, přičemž dalších 15 ha bylo směněno s Pozemkovým fondem ČR ve prospěch MU. V roce 2000 úspěšně proběhla architektonická soutěž na celý kampus, kterou vyhrál projekt autorů Jaromíra Černého, Karla Tuzy a Petra Uhlíře ze společnosti A PLUS, na kterou se o čtyři roky později navázalo zahájením výstavby.

## Stavba

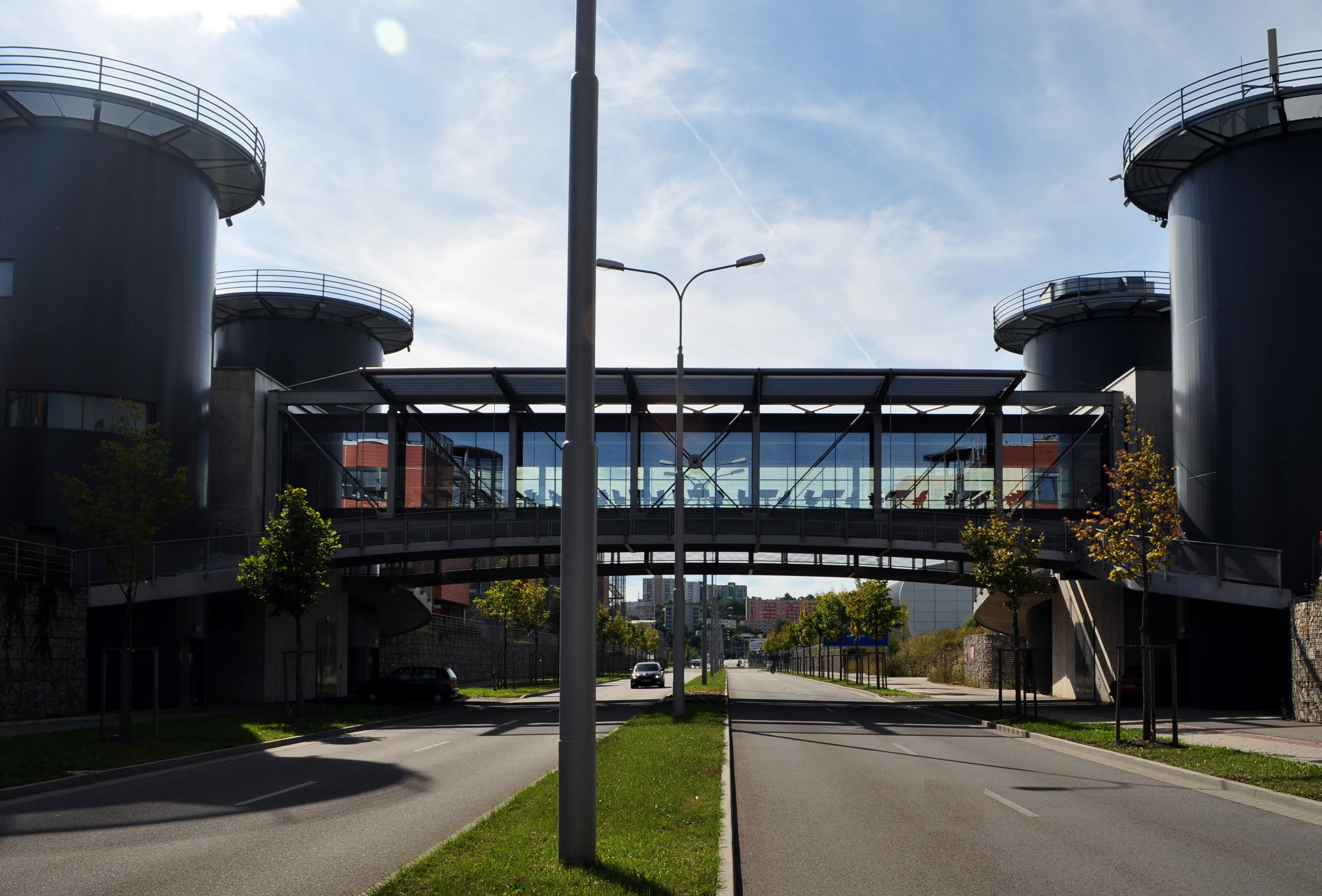
Lávka přes ulici Kamenice, kterou podpírají po stranách Energocentra univerzitního kampusu. Na lávce se v současnosti (2015) nachází Kavárna na lávce.

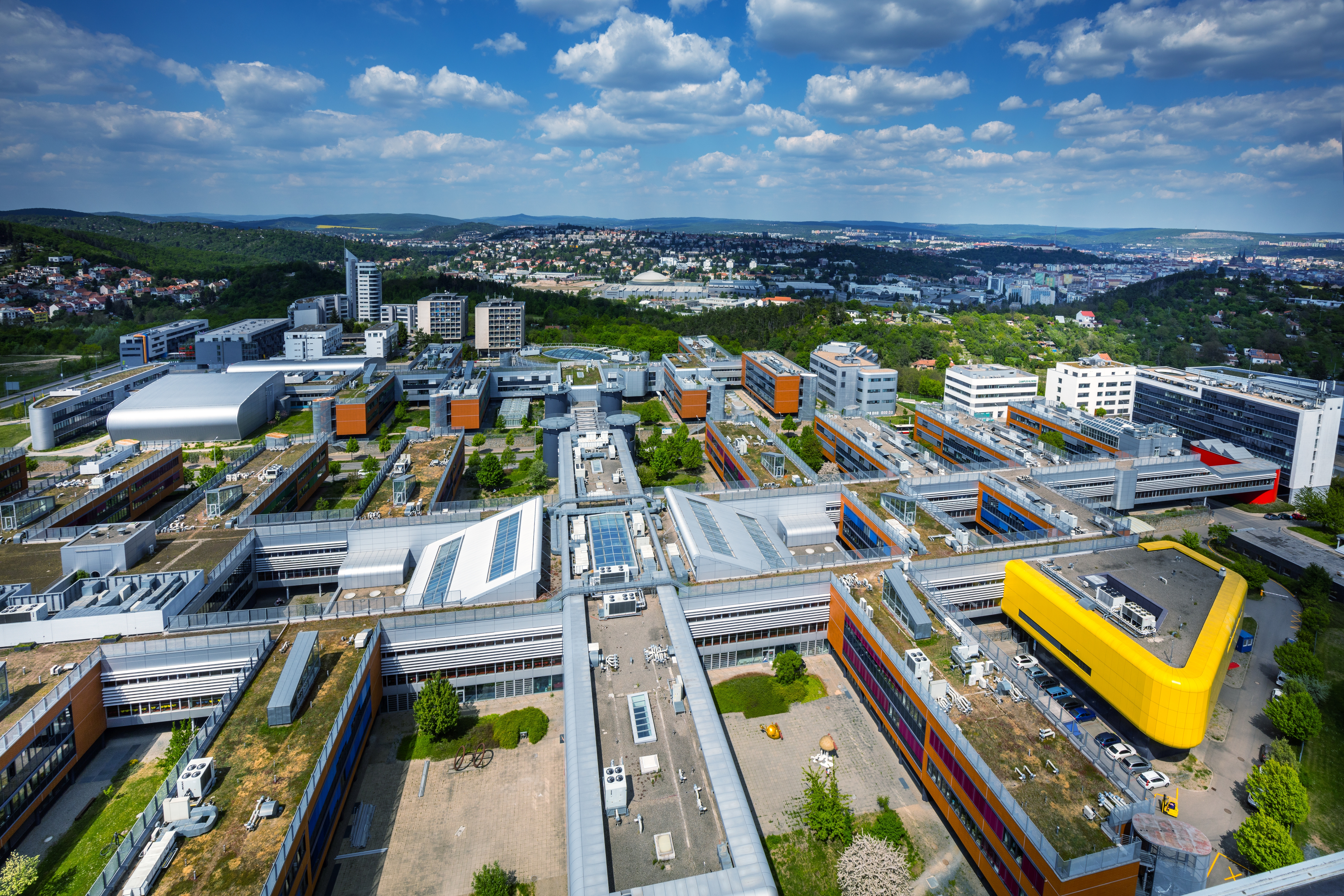
Kampus Masarykovy univerzity v Brně-Bohunicích

Na ploše areálu kampusu o rozloze 42 200 m² vyrostlo zázemí pro obory Lékařské fakulty, Přírodovědecké fakulty a Fakulty sportovních studií. Při stavbě areálu bylo použito 10 000 tun oceli, 85 000 tun betonu a 3 000 kilometrů kabelů. Celkové náklady na stavbu kampusu činily v roce 2010 5,159 miliardy korun (z toho sama Masarykova univerzita se na nákladech podílela asi 34,4 %). Projekt, za kterým stojí brněnská architektonická kancelář A PLUS, byl financován ze státního rozpočtu, úvěru Evropské investiční banky, zdrojů Masarykovy univerzity a také z prostředků města Brna.  Stavba byla realizována v letech 2004–2010, přičemž dostavba kampusu stále probíhá (2015). Kampusu byl udělen titul Stavba roku 2011.

### Řešení projektu
Soutěž pro výstavbu kampusu byla realizována v roce 2000. Vítězný návrh počítal s vytvořením inspirativního prostředí s nepřetržitým provozem pro moderní univerzitu. Návrh rozdělil prostor do školské a komerční části. Navrhoval vybudování univerzitního náměstí, pěší diagonály a spojovací osy výukové části. Finální provedení zachovalo pouze spojovací osu pavilonů v podobě širokých koridorů vedoucích kampusem.
Mimo samotný kampus pak bylo autory celého komplexu myšleno i na širší funkční propojení, především pro studenty. Areál je tak napojen na nákupní střediska a na zóny bydlení. Projektanti z atelieru A PLUS se snažili navrhnout plnohodnotné město.

### Průběh výstavby
Výstavba se skládala z rekonstrukce budov nynějšího Morfologického centra, stavby Integrovaných laboratoří biomedicínských technologií ILBIT, stavby Akademického výukového a výzkumného areálu (AVVA) a následné dostavby vědeckých center CEITEC, CESEB a RECETOX. Výstavba AVVA se skládala z modré, žluté, zelené a červené etapy.
- 2000 – zajištění financování projektu zásluhou Ministerstva školství, mládeže a tělovýchovy.[19]
- 2001 – vyhlášení mezinárodní urbanisticko-architektonické soutěže na výstavbu kampusu.[19]
- 2002 – zahájení rekonstrukce Morfologického centra. Dokončena byla v roce 2004
- 2004 – zahájení stavby Integrované laboratoře biomedicínských technologií (ILBIT). Budovy byly uvedeny do provozu v roce 2005.
- 2005 – zahájení výstavby Modré etapy Univerzitního kampusu, obsahující pavilony LF a Přf, společně s knihovnou univerzitního kampusu (KUK) a Energocentrem, které se nachází ve válcích nesoucích lávku přes ulici Kamenice. Další lávky propojily UKB s FN Bohunice a Morfologickým centrem. Dále byla zahájena výstavba Červené etapy, jejímž obsahem bylo doplnění kanalizace, veřejných komunikací, cyklostezek a parkovacích ploch. Modrá i Červená etapa byly dokončeny v roce 2007. Modrá etapa získala spolu s budovou Moravského zemského archivu první cenu v soutěži Stavba Jihomoravského kraje 2007.[20]
- 2007 – zahájení Žluté etapy, která přispěla výstavbou sportovních hal a byla dokončena v roce 2009.
- červenec 2008 – zahájení výstavby Zelené etapy. Obsahovala zbývající pavilony LF, vybrané pavilony PřF, výukové centrum, děkanát a aulu.
- leden 2010 – ukončení výstavby Zelené etapy Univerzitního kampusu.
- 23. září 2010 – slavnostní otevření části kampusu.[21][22]
- 2012 – dostavba budov Středoevropského technologického institutu (CEITEC)
- 2014 – slavnostní otevření stavby CEITEC
- 2018 — zahájení stavby simulačního centra MU[23]
- 2020 — zahájení provozu simulačního centra[24]
- 2023 — zahájení stavby BioPharma Hubu[25]

### Problémy po výstavbě
Několik měsíců po slavnostním otevření kampusu Masarykova univerzita reklamovala nedostatky v rozvodech vody. V roce 2013 byla vyhlášena veřejná zakázka na sanaci vnitřního rozvodu vody pavilonů Modré a Zelené etapy v UKB. Ještě téhož roku proběhla výměna pozinkovaných trubek za nerezové varianty ve dvou pavilonech. Následovala sanace rozvodů vody, rozdělená do tří etap. Finální, třetí fáze sanace vnitřního rozvodu vody byla dokončena v roce 2014, kdy byla potvrzena zdravotní nezávadnost vody v pavilonech Modré a Zelené etapy.
Naposledy řešeným problémem byla hromadná výměna všech zámků na skřínkách v koridorech. Původní koncept anonymního vlastnictví klíčů od skříněk založeném na dobrovolnosti vedl k hromadění většího počtu kusů skříněk u jednotlivců. Následně si studenti stěžovali na nedostatek volných míst. Pro vyřešení situace byla zavedena soutěž o skříňku s její vazbou na identifikační číslo studenta.

### Budovy
Kampus se v nynější podobě (2015) skládá ze dvou celků, spojených lávkou. Budova B22, v níž se nachází hlavní vstup s recepcí a aulou, je přímo propojena přemostěním s protějším komerčním centrem, tvořeným nákupním centrem Campus Square. Lávka nese označení koridor CS. Propojení větší části kampusu obstarávají široké koridory UKB jih, blíže k Fakultní nemocnici Bohunice, a koridor UKB střed. Na koridor UKB jih se napojují jednotlivé ústavy lékařské fakulty (LF) společně s děkanátem LF, zázemím Přírodovědecké fakulty (PřF), Společným výukovým centrem a Knihovnou univerzitního kampusu (KUK). Na konci koridoru UKB jih se nachází Pracoviště organické chemie PřF a Pavilon biomodelů. 
Paralelně s koridorem UKB jih probíhá koridor UKB střed, který propojuje množství přírodovědeckých ústavů, Integrované laboratoře biomedicinských technologií (ILBIT) a lávkou se napojuje na zrekonstruované Morfologické centrum. Důležitým uzlovým bodem je kolmice tvořená Biochemickým ústavem. Tento ústav, budova A16, je spojený lávkou s Fakultní nemocnicí Bohunice. Kolmice započatá Biochemickým ústavem pokračuje Knihovnou univerzitního kampusu, společnými výukovými laboratořemi PřF a lávkou přes silnici Kamenice, která se dál napojuje na biologický pavilon projektu CESEB a tak se spojuje kolmo s třetím vybudovaným koridorem, zvaným koridor UKB sever. Kolmice je zakončená budovou Středoevropského technologického institutu CEITEC.  Lávka na této kolmici přemosťuje ulici Kamenice.
Koridor UKB sever začíná na děkanátu Fakulty sportovních studií a propojuje sportovní haly, pavilony CESEB, CEITEC a Inkubátor biomedicínských technologií INBIT se zbytkem kampusu.
V říjnu 2014 pak byla dostavěna budova Biology Park, nabízející laboratorní i konferenční prostory. Stala se Stavbou Jihomoravského kraje 2015.
V říjnu 2020 bylo zprovozněno Simulační centrum MU ve východní části kampusu.
Na podzim 2025 by se měla začít stavět multifunkční sportovní hala a venkovní ovál v blízkosti budov Fakulty sportovních studií.

### Galerie uměleckých děl
V kampusu je umístěno množství velké množství uměleckých děl, mezi jiným například bronzová plastika T. G. Masaryka, vytvořená Vincencem Makovským. Mezi jeho další počiny, nacházející se v kampusu, patří busty Edwarda Babáka a Jana Evangelisty Purkyně. Zatímco busta bývalého prezidenta Masaryka se nachází uvnitř budovy B22, před Aulou, většina ostatních uměleckých děl je rozmístěna po venkovní části areálu. Místo instalace některých děl bylo v průběhu času změněno, například abstraktní plastika Nakloněné kruhy byla přesunuta od hlavního vchodu na méně viditelné místo.
Přehled uměleckých děl v univerzitním kampusu Bohunice:

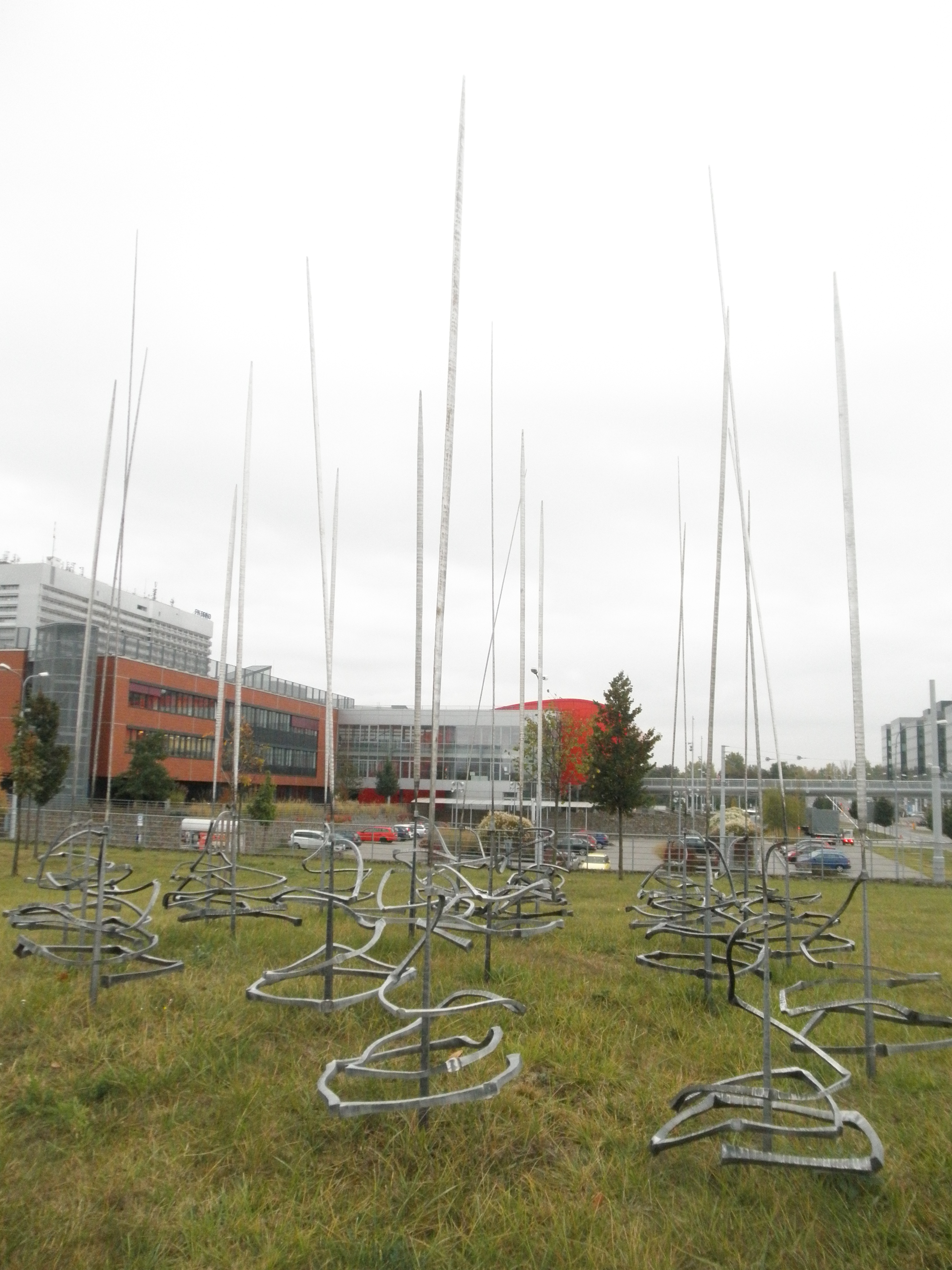
Pavel Tasovský: Stébla
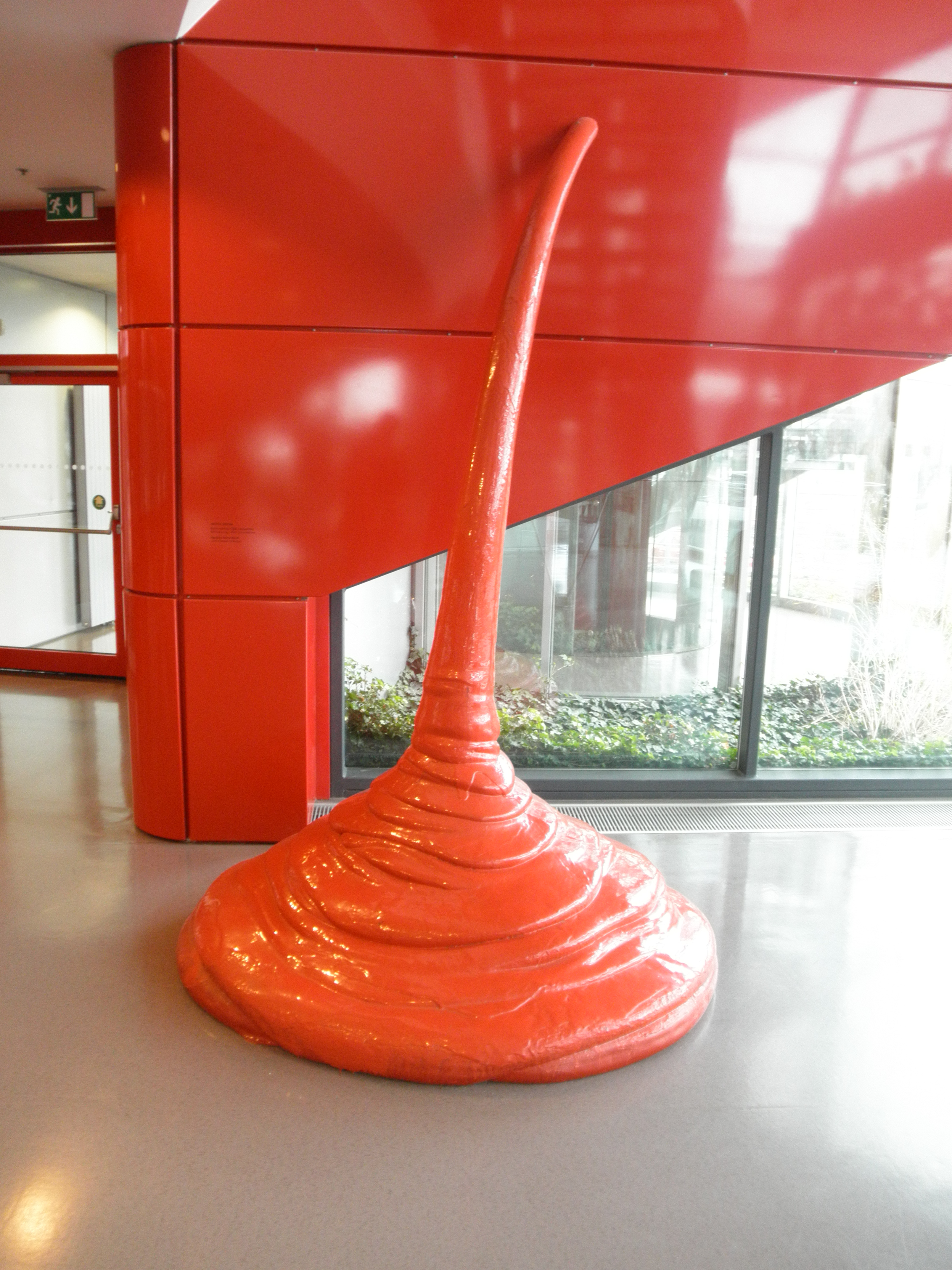
Krištof Kintera: Red is coming
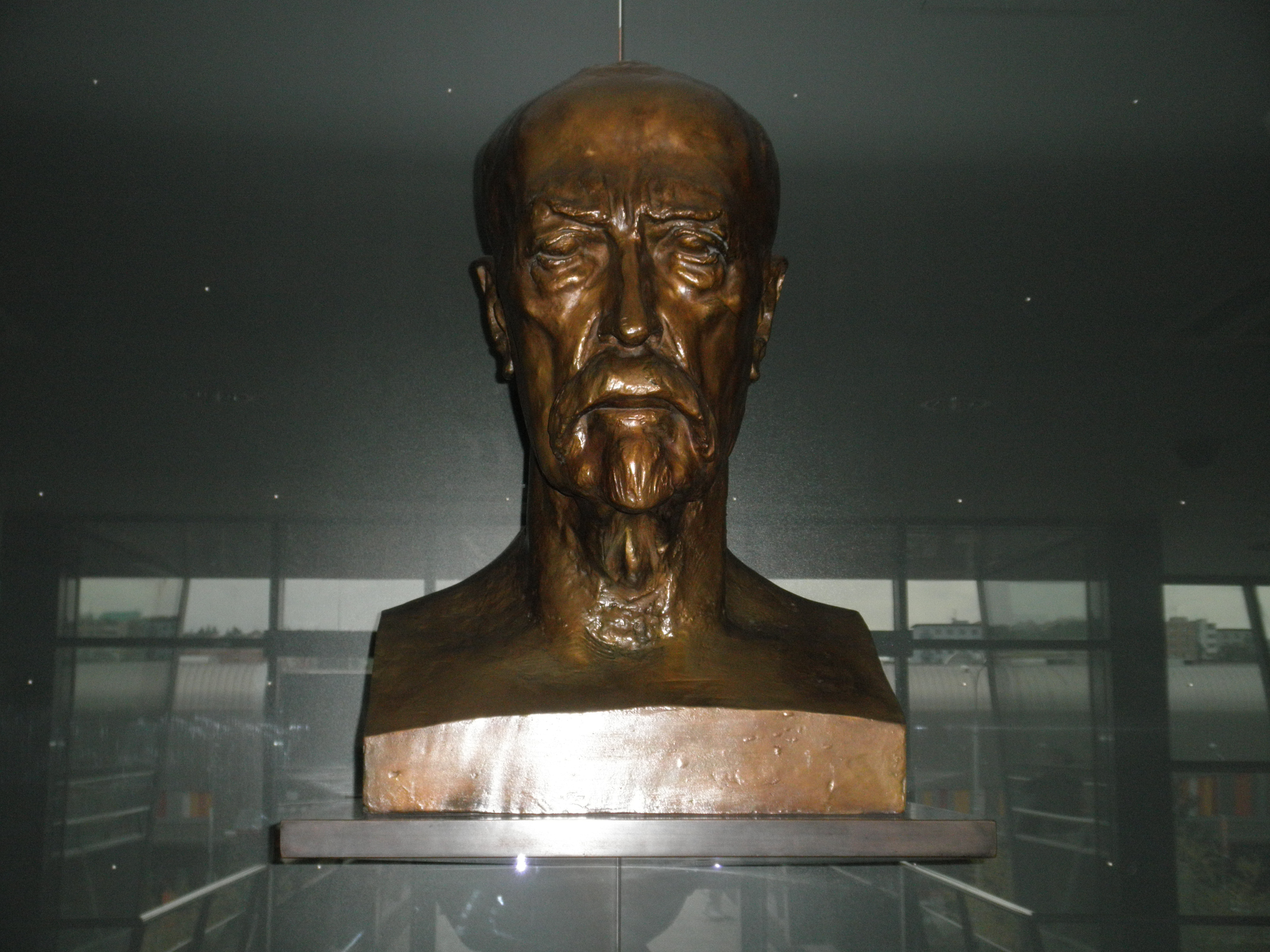
Vincenc Makovský: busta TGM
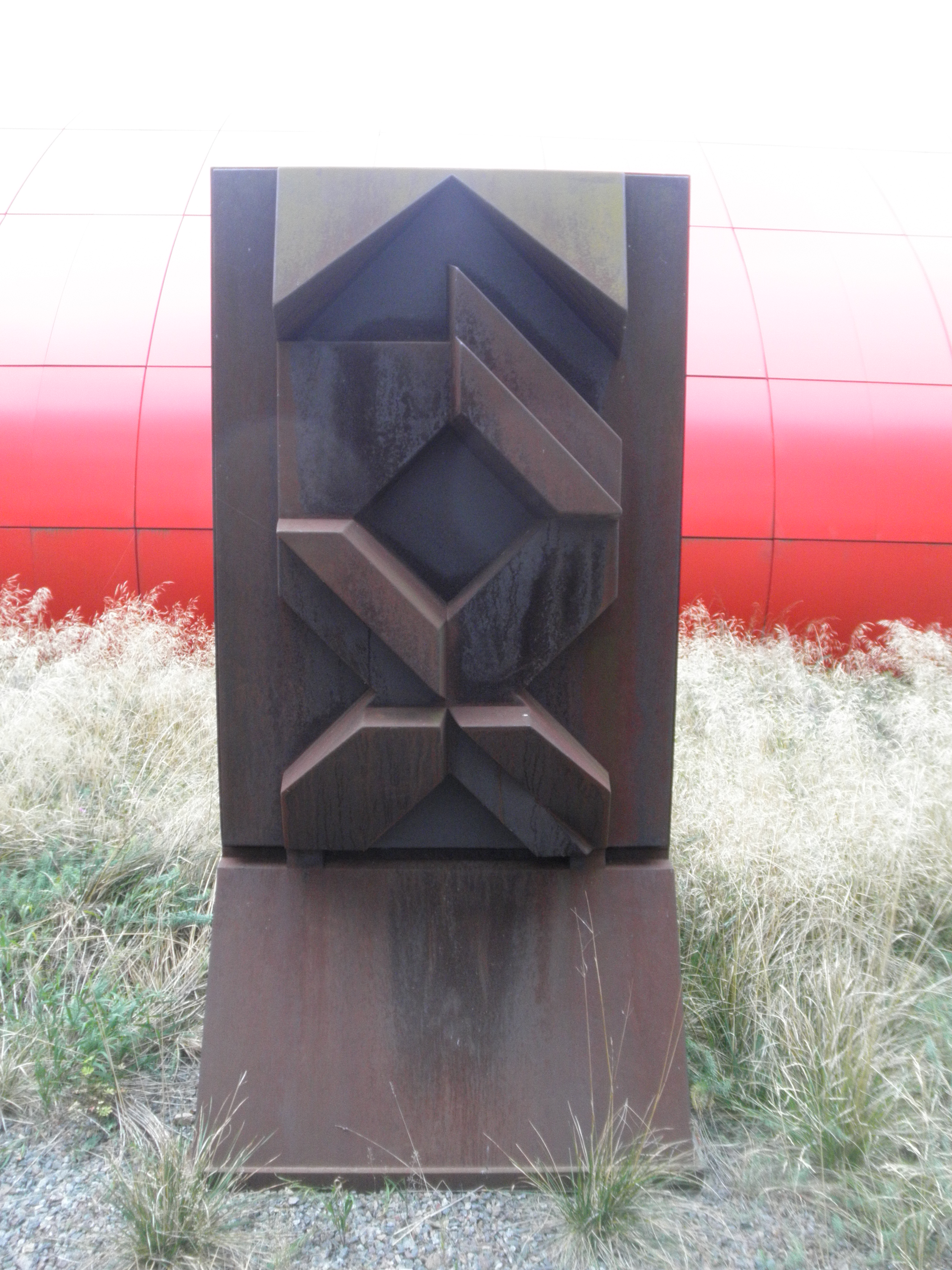
Otto Herbert Hajek: Reliefplastik
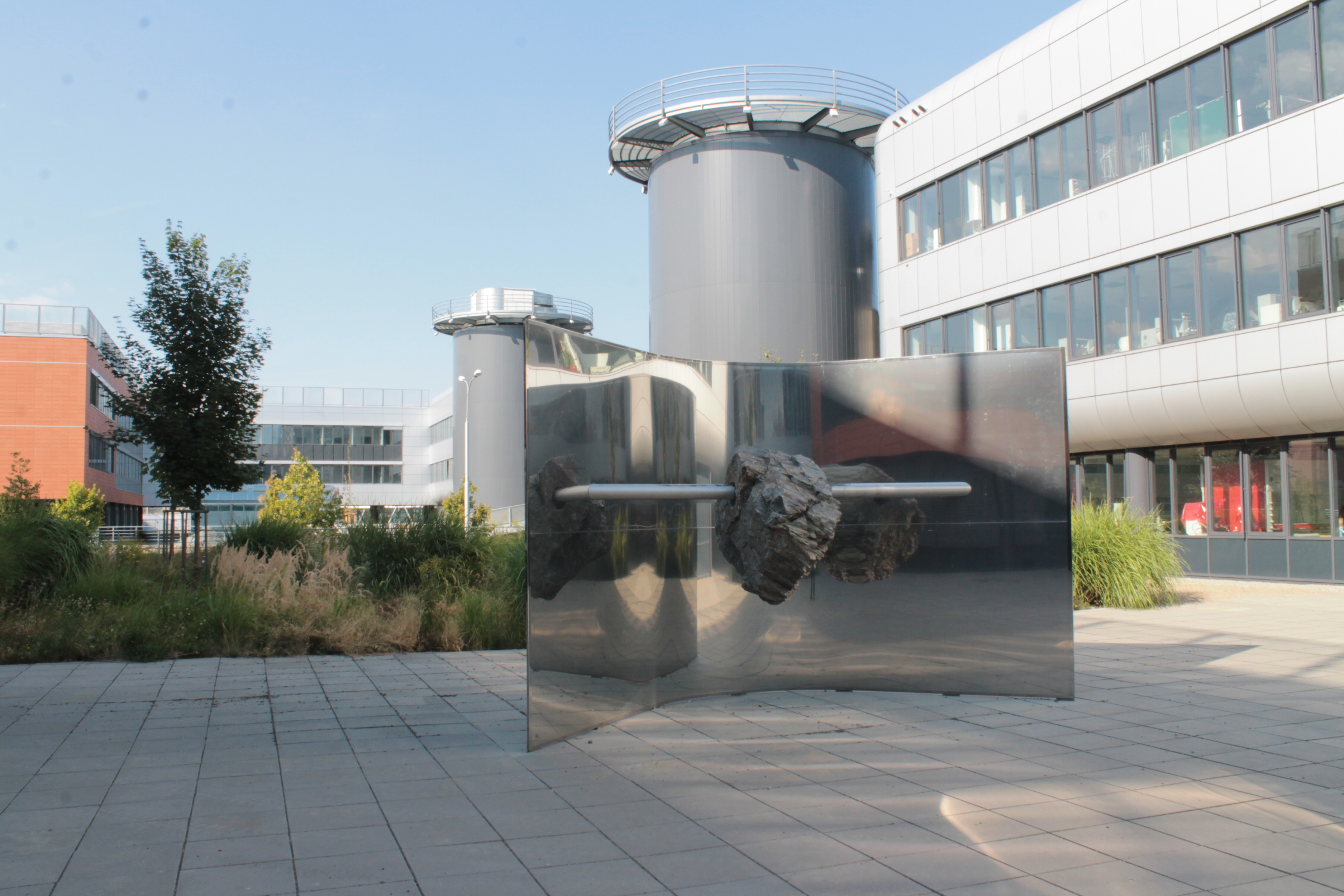
Aleš Veselý: Doteky a distance
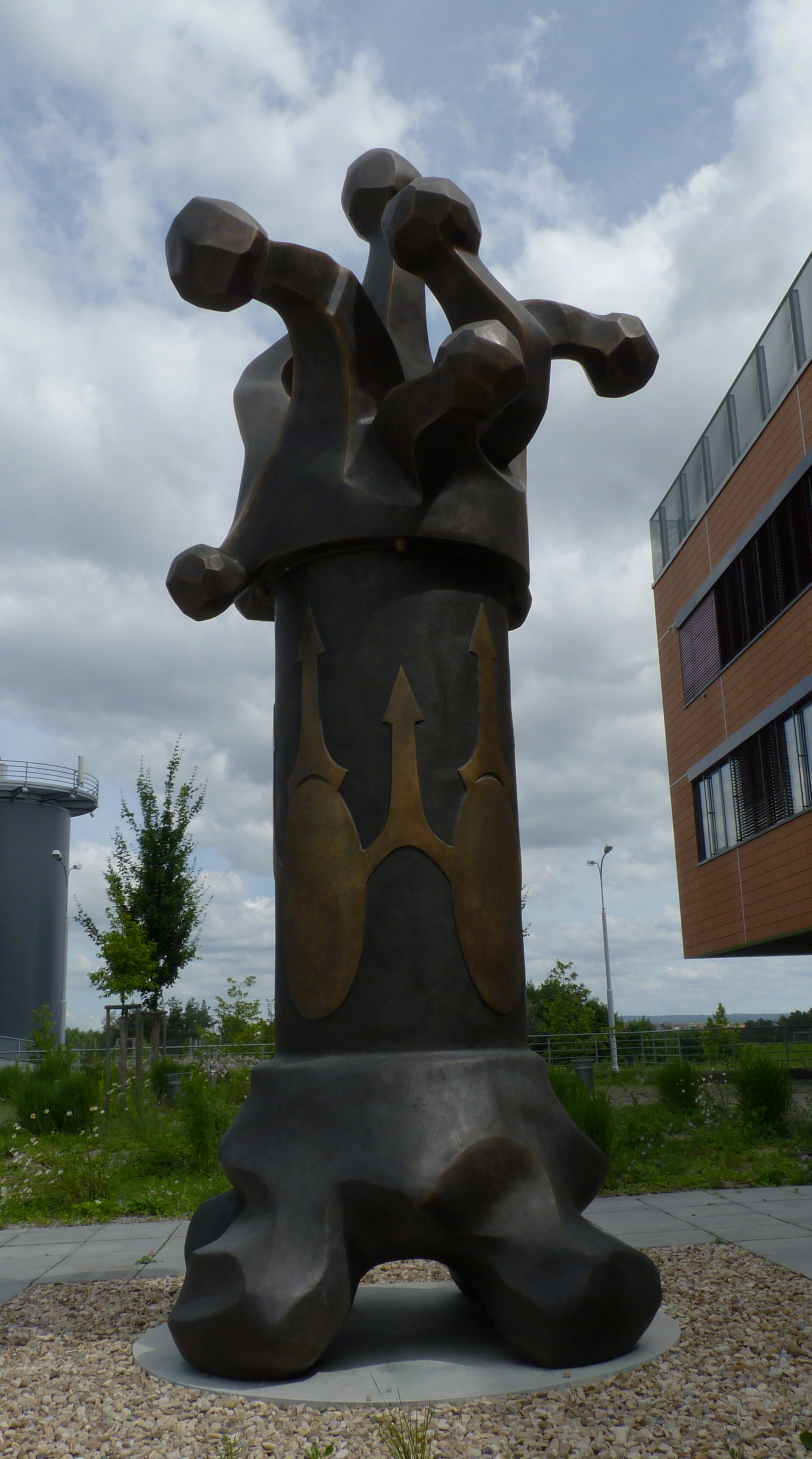
Vladimír Preclík: Rozkvět vzdělanosti
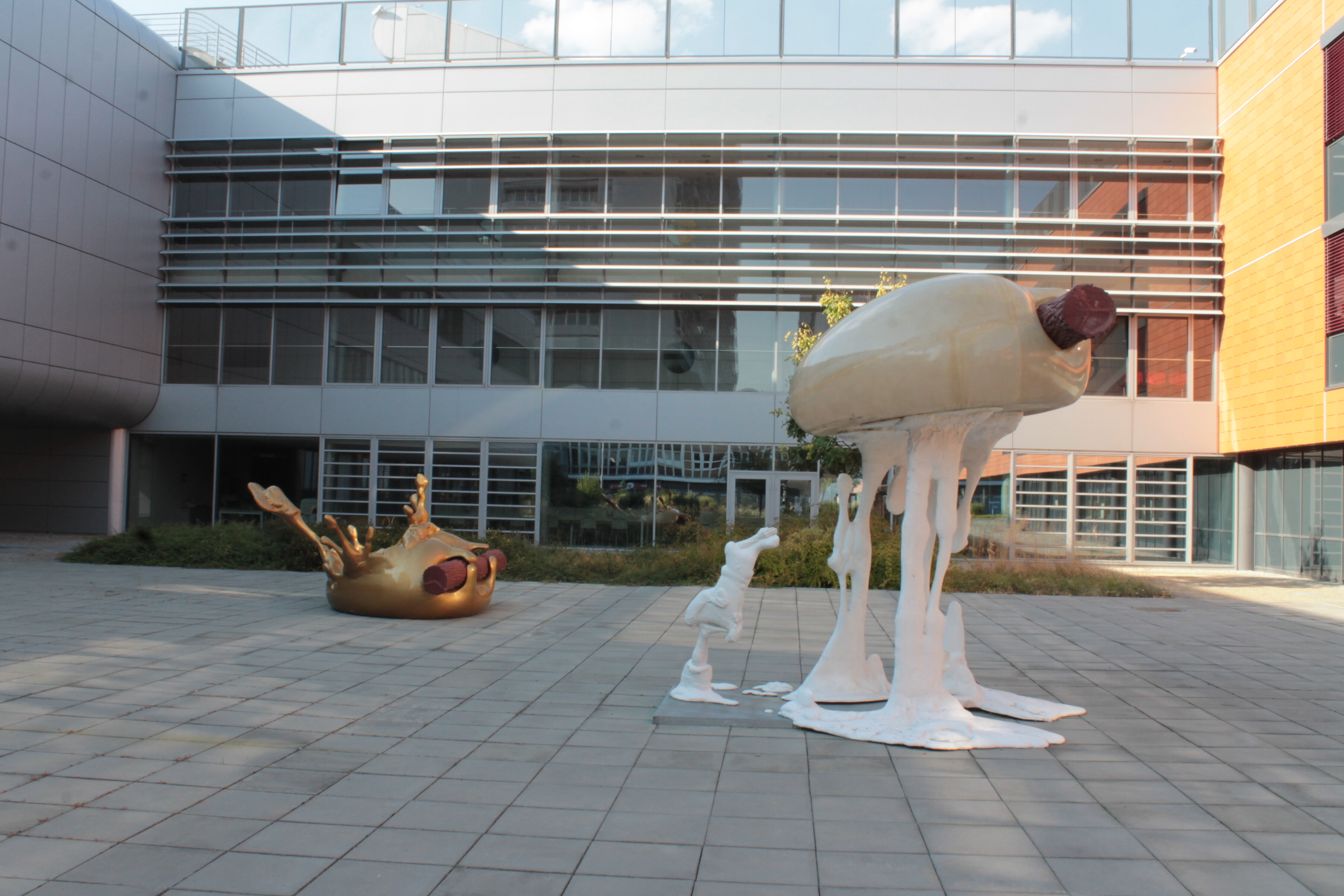
Lukáš Rittstein: Osvícení a Silná barva
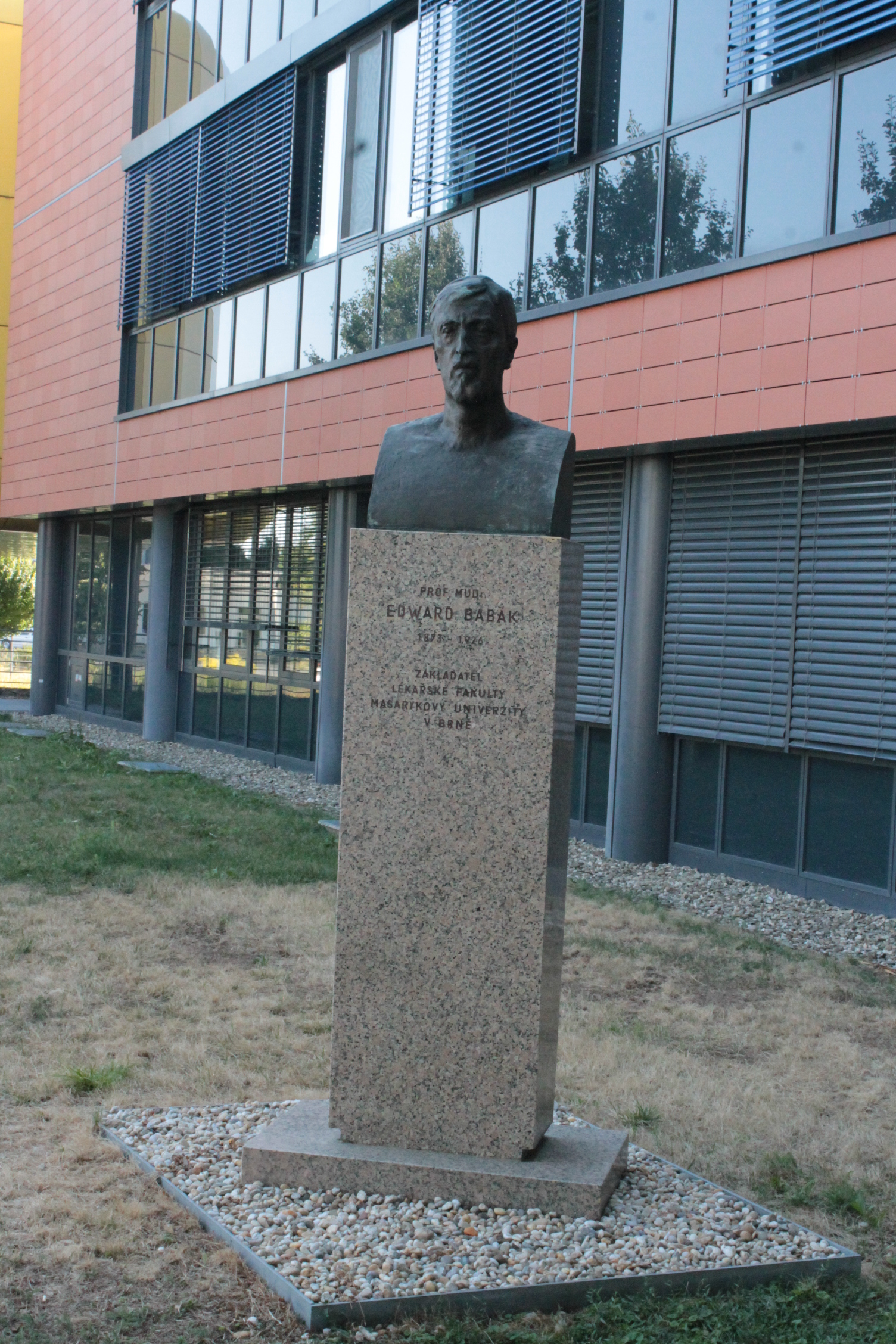
Vincenc Makovský: Edward Babák
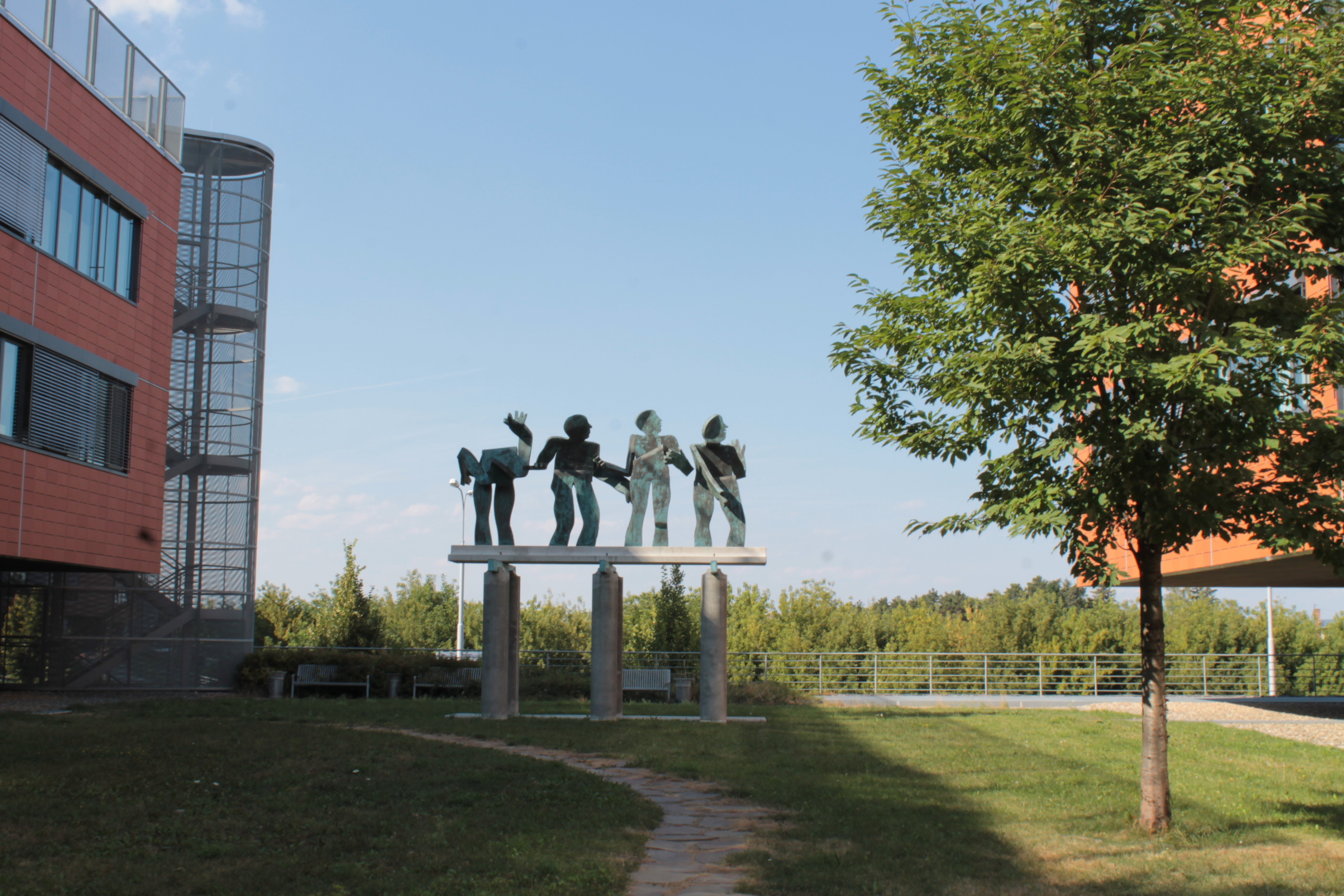
Jozef Jankovič: Rovnováha
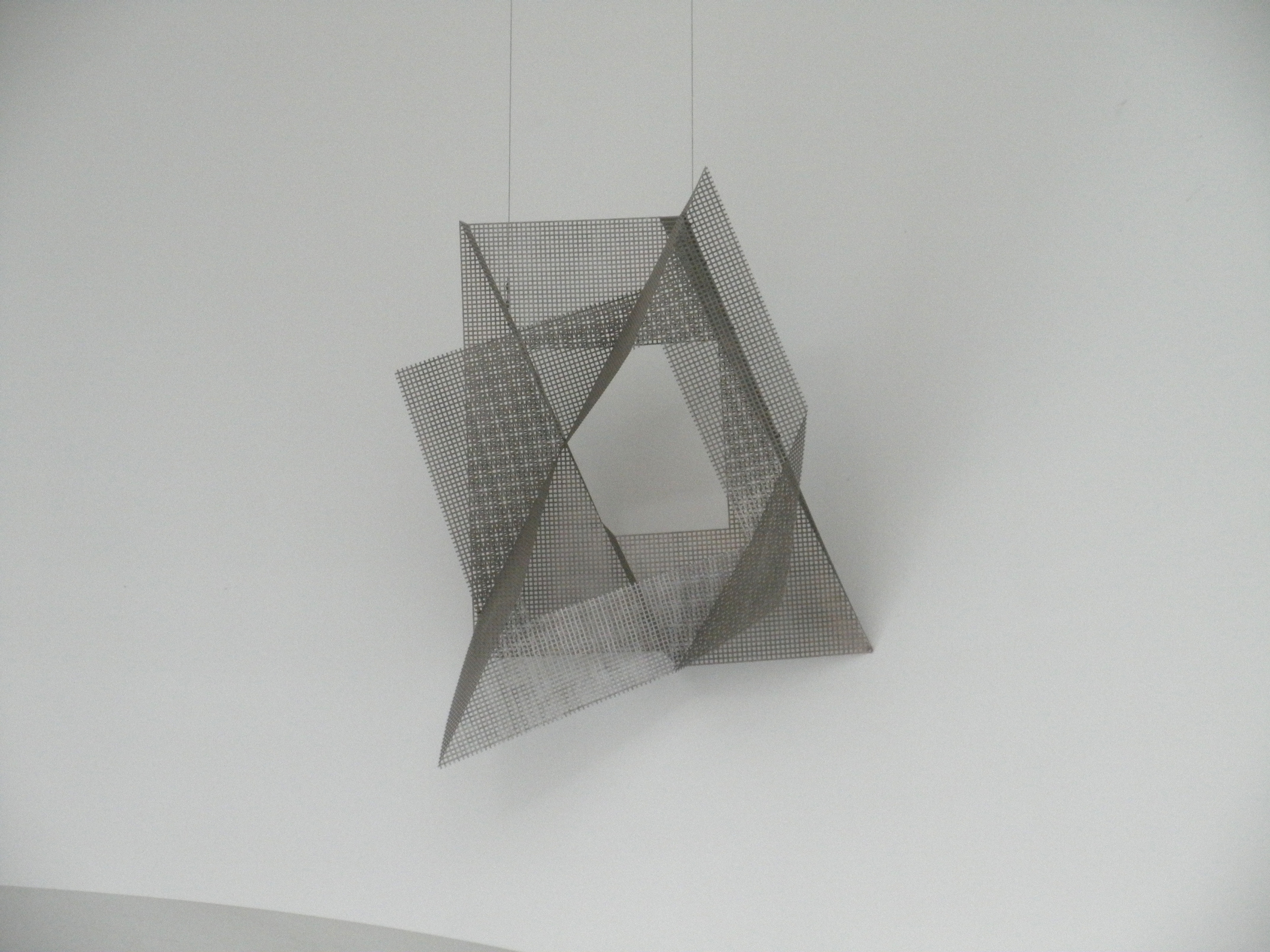
Dalibor Chatrný: Hnízdo
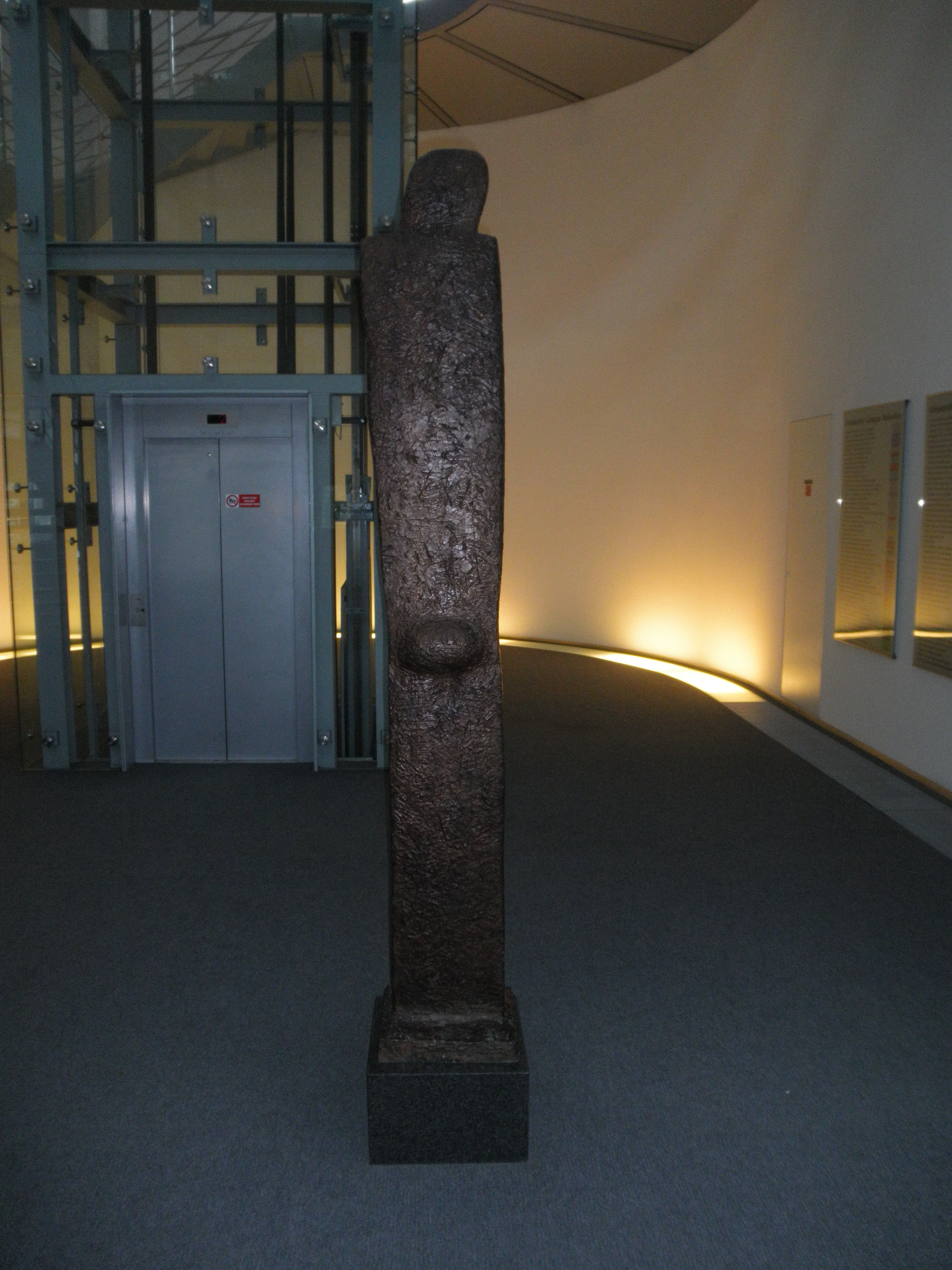
Zdeněk Palcr: bronzová stéla
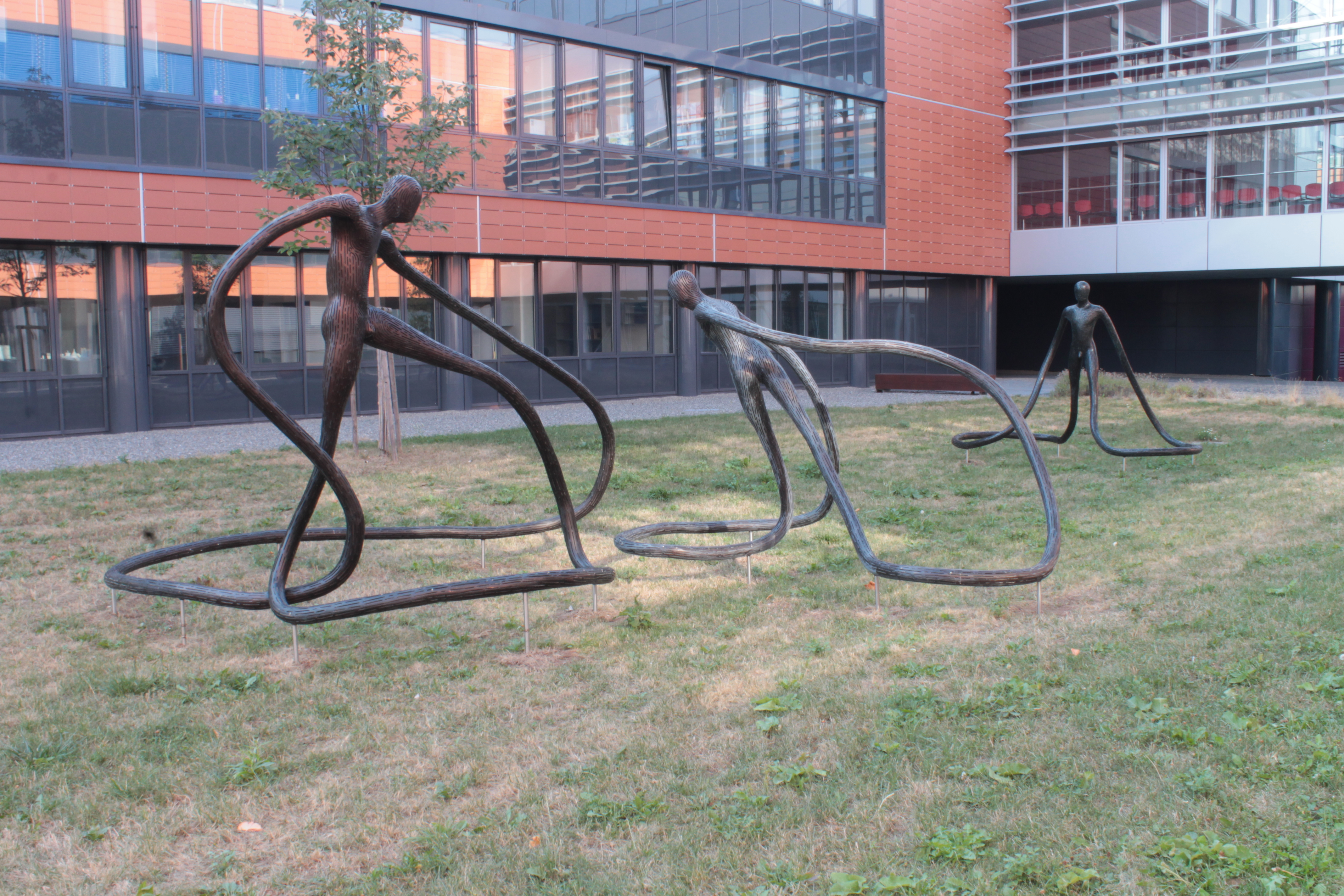
Michal Gabriel: Tři postavy
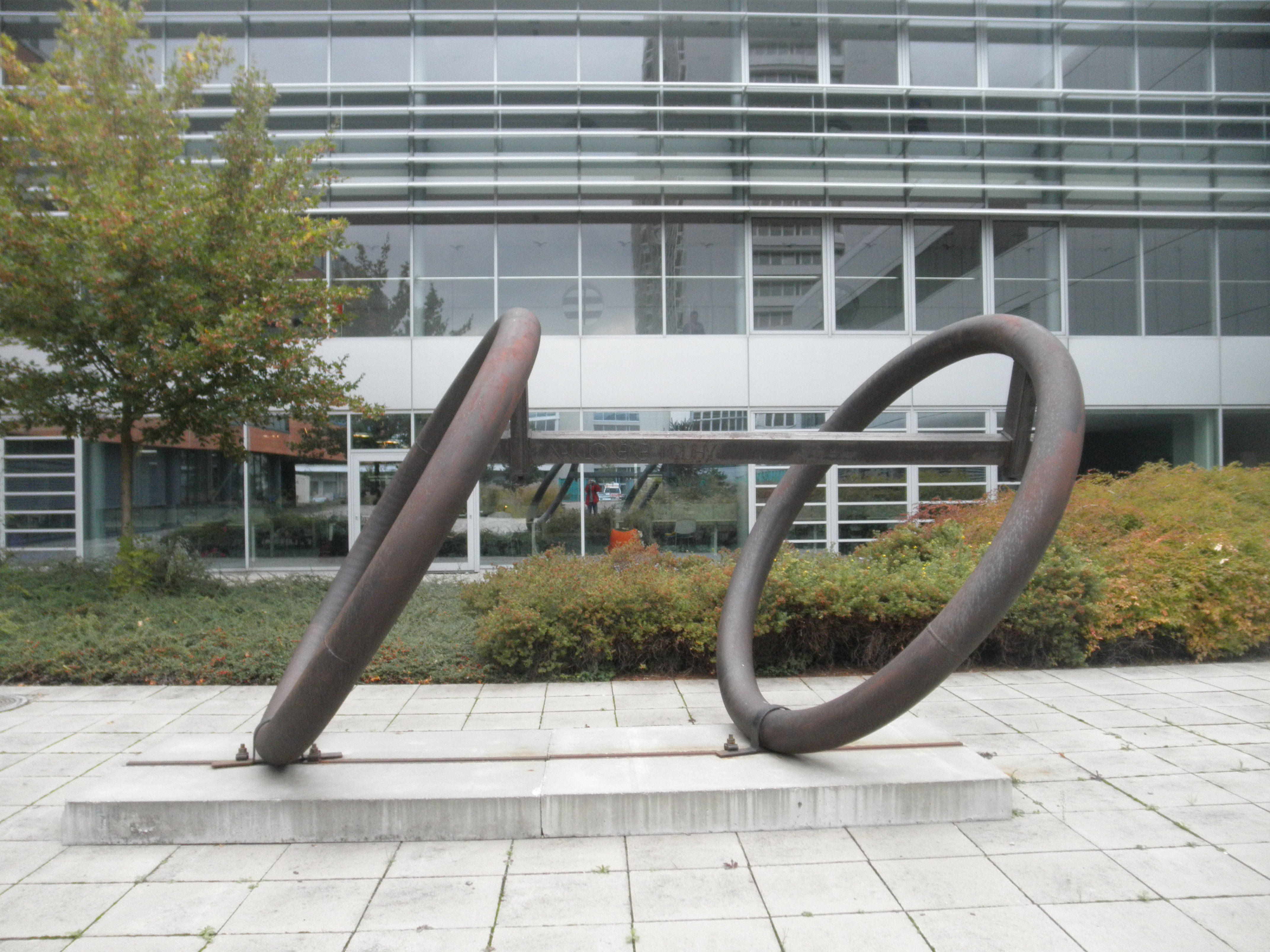
Vratislav Karel Novák: Nakloněné kruhy

- Olbram Zoubek: skulptura O Evě a skulptura O Marii
- Vincenc Makovský: busta Jan Evangelista Purkyně
- Věra Kotlárová: obraz Stvoření II
- Dalibor Chatrný: dva obrazy bez názvu[41]

## Organizace a samospráva
Správa Univerzitního kampusu Bohunice sídlí v budově děkanátu LF (B17) s výjimkou zástupců knihovny sídlících v budově B9. Organizační struktura je rozlišena na šest prvků. V čele ředitelství stojí v současnosti Ing. Pavel Brančík. Dále jsou rozlišovány Útvar bezpečnosti a ostrahy, Centrum informačních technologií, Knihovna univerzitního kampusu, Oddělení facility managementu a Správa budov.

## Doprava a dostupnost
Osou areálu UKB je ulice Kamenice, dalšími blízkými ulicemi jsou Netroufalky a Studentská. Areál je dostupný z Pražské radiály (ul. Bítešská, silnice I/23), která je přivaděčem z dálnice D1 (exit 190 Brno-západ). Veřejná hromadná doprava je zajišťována tramvajovými, trolejbusovými, městskými autobusovými a příměstskými autobusovými linkami Integrovaného dopravního systému Jihomoravského kraje. Poblíž hlavního vstupu do komplexu UKB v budově B22 v ulici Netroufalky se nachází autobusová a trolejbusová zastávka Univerzitní kampus, v blízkém okolí také autobusové zastávky Kamenice a Studentská. V ulici Netroufalky se v nevelké vzdálenosti od kampusu nachází dopravní uzel Nemocnice Bohunice, v němž je od roku 2022 ukončena tramvajová trať.
Pro zlepšení dostupnosti je v plánu výstavba lanové dráhy z Pisárek nebo trolejbusové trati po ulici Vinohrady (přes Červený kopec), která by zároveň obsloužila plánovanou výstavbu na Červeném kopci.

## Akce probíhající na kampusu
Bohunický areál poskytl přístřeší početným osvětovým akcím. V roce 2015 se poprvé otevřel návštěvníkům na Noci vědců. Dále se od svého otevření zapojil do hostování Dětské univerzity Masarykovy univerzity MjUNI pro děti od 9 do 14 let., Bioskopu, pravidelně pořádané akce na ústavu biologie, který si klade za cíl přiblížit dětem všeho věku biologickou doménu. V rámci projektu Dotkni se vědy, interaktivní expozice, byly některé ústavy přístupny školám a veřejnosti k nahlédnutí.